# 孙志翔
孙志翔（1990年8月5日—），是中國男演員。毕业于北京电影学院，是影视教授刘汁子的爱徒。

## 影视作品

### 电视剧
- 相信爱情
- 谁为你做证
- 娘妻 飾 高天助
- 因为爱之寻找幸福 飾 唐潜
- 爱情公寓4第二集 飾 司马健
- 我和兩個他  飾  周洋

### 高清电影
- 激浪青春 饰 钱景
- 这么近那么远 饰 吴吴
- 纯真年代 饰 高杉
- 唐碑纪 饰 李玉

### 话剧
- 雷雨 饰 周萍
- 日出 饰 方达生
- 黄土谣 饰 宋建国
- 茶花女 饰 阿尔芒

## MV演出
- 高明骏MV《唱歌给你听》男主角

## 获奖情报
- 2004年 — 湖南卫视金鹰之星全国影视新秀选拔赛北京冠军